# Proposition relative
En grammaire, la proposition relative est une proposition subordonnée servant le plus souvent d'expansion nominale. Dotée obligatoirement d'un verbe, elle est introduite au moyen d'un pronom relatif.
Exemples :
- « Il cherche un maçon qui sache travailler à l'ancienne. »
- « Tu devrais changer les pneus de ta voiture, qui me paraissent bien usés. »
- « Mon voisin, qui est une personne sympathique, m'a souvent rendu service. »

## Français
On détaillera ici quelques spécificités des relatives en français. Il va de soi que d'autres langues connaissent des procédés similaires.

### Généralités

#### Fonctionnement
- Le pronom relatif exerce toujours une fonction à l'intérieur de la proposition subordonnée relative ;
- La proposition subordonnée relative est épithète (depuis la parution de la terminologie grammaticale de 2020 — Eduscol) ou mise en apposition à l'antécédent ;
- La proposition subordonnée relative complète toujours un nom (« J'adore les gâteaux au chocolat [que ma mère fait chaque dimanche] »).

Fonctions du pronom relatif :
- sujet : qui ;
- COD : que ;
- CDN : dont ;
- COI : dont, à qui, de qui, à laquelle, auquel, duquel, de laquelle ;
- CC : sur lequel, dans lequel, avec lequel, à laquelle, où.

#### Autonomie
En tant qu'expansion du nom, la proposition relative n'est pas un complément essentiel : on peut la supprimer sans rendre la phrase agrammaticale, même quand elle est enchâssée dans la principale : « [Ce chat, [qui est énorme], se nomme Boubou] » ⇒ « [Ce chat se nomme Boubou] ». Inversement, on ne peut pas la conserver seule : qui est énorme n'est pas une proposition autonome.
Il existe cependant des propositions relatives non supprimables, qui ne sont pas des expansions d'un nom :
- les relatives sans antécédent ;
- les relatives attributives ;
- les relatives déterminatives.

#### Mode du verbe de la relative
Le mode non marqué dans la relative est l'indicatif. Le subjonctif peut cependant être employé. Il apporte dans ce cas une valeur subjective ou hypothétique à la relative :
- Je voudrais un médicament qui guérisse la toux → qui guérisse rend l'idée de but (pour guérir) et fait intervenir l'hypothèse : il n'est pas sûr qu'un tel médicament existe (actualisation incomplète). Dans ce type d'emploi, le subjonctif dans la relative s'utilise principalement pour des antécédents indéfinis. On peut opposer ce tour à Je voudrais ce médicament qui guérit la toux, dans lequel le locuteur sait qu'un tel médicament existe (actualisation complète).
- C'est le chat le plus intelligent que je connaisse : c'est un tour courant après un superlatif. L'indicatif rendrait la phrase plus objective : dans C'est le chat le plus intelligent que je connais, le locuteur marque qu'il n'y a aucun doute quant à l'extension des chats intelligents.

Pour étudier les différents types de relatives, il convient d'opérer au préalable une distinction entre les relatives avec antécédent et les relatives sans antécédent.
Ce tour rapide de l'utilisation des relatives en français ne se veut bien sûr pas exhaustif. Il cache en effet par sa brièveté de nombreuses difficultés d'analyse.

### Relative sans antécédent (substantive)
Une relative sans antécédent (ou relative substantive) est une proposition subordonnée relative dont le pronom relatif est employé sans antécédent, et qui équivaut à un nom (un substantif) ou à un élément nominalisé :
- Qui aime bien ne châtie jamais.
  - La relative substantive équivaut à « L'homme aimant ne châtie jamais ».

- Une relative substantive est exclusivement introduite par les pronoms « qui », « quoi », « où », ou « quiconque » (donc, jamais par « que », « dont » ou « lequel »), qui dans ce cas, ne sont plus des anaphores mais des représentants référentiels permettant un accès direct au référent.

- Une relative substantive constituant un élément syntaxique essentiel de la phrase, elle n'est jamais supprimable :
  - [<Qui> aime bien] [ne châtie jamais]
    - Il n'est pas possible de retirer la relative (la principale « ne châtie jamais » n'est pas autonome) car c'est le sujet du verbe « châtier ».

- La relative substantive est moins fréquente que la relative avec antécédent. On la trouve souvent dans les proverbes ou les expressions plus ou moins figées. Sa fonction syntaxique au sein de la phrase est l'une des différentes fonctions du nom :
  - Où tu iras, j'irai.
    - La relative substantive « Où tu iras » est C.C. de lieu du verbe « irai ».

  - Rira bien qui rira le dernier.
    - La relative substantive « qui rira le dernier » est sujet du verbe « rira ».

  - J'aime qui m'aime.
    - La relative substantive « qui m'aime » est C.O.D. du verbe « J'aime ».

  - Sois reconnaissant envers qui te rend service.
    - La relative substantive « envers qui te rend service » est C.O.I. du verbe « Sois reconnaissant » (ou complément de l'adjectif « reconnaissant »).

### Relative avec antécédent
Une relative avec antécédent est une proposition subordonnée relative dont le pronom relatif est employé avec un antécédent. Plus communes que les précédentes, les relatives avec antécédent sont de deux sortes, selon qu'elles participent ou non à l'actualisation de cet antécédent : elles sont appelées déterminatives dans le premier cas et explicatives dans le second. Les relatives attributives constituent un cas un peu à part.

#### Relative déterminative
Une relative déterminative (ou relative restrictive) est une proposition subordonnée relative avec antécédent qui permet d'identifier (partiellement ou totalement) le référent désigné par l'antécédent du pronom relatif introducteur :
- Il cherche un maçon qui sache travailler à l'ancienne.

Le maçon en question n'est pas totalement déterminé (on n'est même pas sûr qu'il existe), mais on est sûr d'une chose : il ne peut s'agir de n'importe quel maçon, mais d'un « maçon qui sache travailler à l'ancienne ».
Permettant de spécifier une sous-classe dans un ensemble donné, une relative déterminative a donc un caractère indispensable et ne peut être supprimée (sa suppression, possible d'un point de vue purement syntaxique, ne permettrait pas l'actualisation du référent, celui-ci ne pourrait donc plus être identifié). Elle a la valeur d'une épithète :
- La rue qui longe la mairie est barrée pour cause de travaux.

Si l'on supprime la relative (« La rue est barrée pour cause de travaux. »), il devient impossible d'identifier le référent, c'est-à-dire, de dire de quelle rue il s'agit (sauf, bien sûr, si l'on sous-entend qu'il s'agit de la rue dans laquelle se déroule l'énonciation).

#### Relative explicative
Une relative explicative (ou relative non déterminative ou relative non restrictive) est une proposition subordonnée relative avec antécédent qui ne joue aucun rôle dans l'identification du référent :
- Tu devrais changer les pneus de ta voiture, qui me paraissent bien usés.

Le destinataire n'a qu'une seule voiture, laquelle ne possède que quatre (ou cinq) pneus. Les pneus en question sont parfaitement identifiés même en l'absence de la relative (« Tu devrais changer les pneus de ta voiture. »).
La relative explicative apporte donc un certain nombre d'informations complémentaires non indispensables à l'identification du référent. À l'oral, elle est souvent séparée de son antécédent par une pause syntaxique (des virgules à l'écrit). Elle peut plus facilement être supprimée qu'une déterminative. Sa suppression consiste donc en une simple perte sémantique, ne modifiant pas l'actualisation du référent. Souvent porteuse de valeurs circonstancielles et logiques, elle a la valeur d'une apposition :
- Mon voisin, qui est une personne sympathique, m'a souvent rendu service.

La relative sert à ajouter une information logique et à expliquer le contenu de la principale (« C'est parce que mon voisin est une personne sympathique, que celui-ci m'a souvent rendu service »).
La différence sémantique entre la relative explicative et la relative déterminative mérite quelques observations. Toutes deux sont supprimables d'un simple point de vue syntaxique, mais la suppression de la subordonnée déterminative, elle, met en péril l'actualisation de l'antécédent. Ce qui signifie qu'un énoncé donné n'aura pas le même sens selon qu'il prend la forme d'une relative explicative ou d'une relative déterminative :
- Les soldats qui étaient fatigués se sont mal battus. / Les soldats, qui étaient fatigués, se sont mal battus.

La première phrase signifie que tous les soldats n'étaient pas fatigués, et que tous ne se sont pas mal battus. La relative  — ici, déterminative — restreint l'extension de l'antécédent « soldats » (le référent) : ne sont considérés, parmi tous les soldats, que ceux qui étaient fatigués et non la totalité de l'ensemble. « Certains » soldats étaient fatigués et ce sont ceux-là qui se sont mal battus.
La deuxième phrase signifie tout au contraire que « tous » les soldats étaient fatigués, et que par conséquent, « tous » se sont mal battus. La relative (explicative) ne fait qu'apporter une explication subsidiaire : l'antécédent « soldats » (le référent) ne subit aucune restriction, ce sont bien tous les soldats qui se sont mal battus, et cela « parce qu'ils étaient fatigués ». On dit que la relative explicative a une « valeur généralisante ».

#### En résumé
En français, les relatives explicatives sont obligatoirement distinguées des déterminatives par la mise en incise au moyen de virgules : en effet, « les soldats, qui étaient fatigués, se sont mal battus » et « les soldats qui étaient fatigués se sont mal battus » n'ont strictement pas le même sens. Ces virgules marquent la pause faite à l'oral, qui permet précisément de marquer la valeur explicative de la relative. C'est ainsi qu'on distingue donc dans le discours oral :
- Relative déterminative : Les soldats qui étaient fatigués se sont mal battus (phrase prononcée SANS PAUSE)
- Relative explicative : Les soldats PAUSE qui étaient fatigués PAUSE se sont mal battus — ce qui donne à l'écrit : Les soldats, qui étaient fatigués, se sont mal battus.

#### Relative attributive
Une relative attributive est une proposition subordonnée relative avec antécédent, dont la fonction est attribut, du sujet réel ou de l'objet. Elle constitue un cas particulier s'apparentant aux relatives déterminatives. Elle ne peut exister qu'au sein d'un certain nombre d'expressions figées (quoique très courantes), et constituant le thème de la phrase, pour des raisons purement syntaxiques, elle ne peut jamais être supprimée et elle peut être substituable à un attribut du COD :
- [Boubou a les poils] [<qui> frisent].

La relative est attribut de l'objet « poils ». La phrase entière équivaut à : « Les poils de Boubou sont frisants ».
- Il n'y a que toi qui mérites de réussir.

La relative est attribut du sujet réel « toi ». La phrase entière équivaut à : « Toi seul mérites de réussir ».
- J'ai les cheveux qui grisonnent.

La relative est attribut de l'objet « cheveux ». La phrase entière équivaut à : « Mes cheveux grisonnent. »
- Je la vis qui s'approchait.

La relative est attribut de l'objet « la ». La phrase entière équivaut à : « Je vis qu'elle était "en train" de s'approcher  »
- Ils sont là qui attendent.

La relative est attribut du sujet « Ils ». La phrase entière équivaut à : « Ils sont "en train" d'attendre là  »

## Latin et grec ancien
Une proposition relative au subjonctif équivaut à une proposition circonstancielle.
Le pronom relatif est alors l'équivalent : 
- de la conjonction ut + subjonctif (= afin que, de telle sorte que, (tel…) que) ;
- ou de la conjonction cum + subjonctif (= alors que, bien que, puisque) suivie, le cas échéant, d'un pronom de rappel is, ea, id : qui (+subj.) = cum/ut in eis (+subj.).

## Grec moderne
À l'opposé des langues décrites précédemment, le système relatif du grec moderne apparaît très simple : en effet, il existe un pronom relatif, που pou, invariable, qui sert à tous les emplois. Il ne faut pas le confondre avec πού poú, marqué de l'accent aigu, pronom interrogatif de lieu (« où ? »). C'est d'autant plus notable que le grec moderne est une langue bien plus flexionnelle que le français, par exemple, qui, lui, utilise un pronom relatif composite aux nombreuses formes empruntées à des mots différents.
Voici quelques exemples, tous empruntés au poète grec Odysséas Elýtis (l'antécédent est souligné ; on a adopté, contrairement aux usages dans cette encyclopédie propres au grec ancien, une transcription et non une translittération) 
- Λένε με τα φιλιά τους την αυγή / Που αρχίζει (Léne me ta filiá tous tin avyí / Pou archízi ; Orientations « De la mer Égée II ») : « Annoncent avec leurs baisers l'aube / qui commence » (που pou est sujet de αρχίζει archízi, « commence ») ;
- Στην αρχαία εκείνη θάλασσα που εγνώριζα (stin archéa ekíni thálasa pou eghnóriza ; Journal d'un avril invisible, « Samedi 11 ») : « Dans cette ancienne mer que j'ai connue » (που pou est COD de εγνώριζα eghnóriza, « j'ai connu »)

Il existe cependant d'autres pronoms relatifs, déclinables en genre, ambiguïtés, ou d'emploi limité, comme όσος, -η, -ο, qui ne sert qu'à la comparaison de quantité (« aussi »), ou όποιος, -α, ο (remplaçables par l'indéclinable ό,τι, avec virgule), pronom relatif indéfini (« qui que ce soit »).

## Anglais
Comme en français, on place une proposition relative anglaise après son antécédent, et entre des parenthèses s'il s'agit d'une proposition non restrictive (c'est-à-dire servant non pas à identifier précisément l'antécédent, mais plutôt à fournir des informations supplémentaires).
Le choix d'un pronom relatif repose sur quatre distinctions :
- antécédent animé (une personne ou un objet personnifié) ou inanimé
- proposition restrictive ou non restrictive
- registre soutenu ou non soutenu
- l'antécédent
  - est le sujet du verbe de la proposition relative,
  - ou est l'objet du verbe,
  - ou est précédé d'une préposition,
  - ou a une preposition détachée,
  - ou est au cas possessif.

Dans une proposition déterminative, lorsque le pronom relatif sert d'objet au verbe ou a une préposition détachée, le pronom relatif peut être omis. Dans le tableau ci-dessous l'omission est indiquée par Ø.

### Résumé des relatives avec antécédent
|                                                    | Déterminative | Déterminative                                                                         | Explicative                                                                  | Explicative                                                      |
| Antécédent animé                                   | Antécédent inanimé | Antécédent animé                                                                      | Antécédent inanimé                                                           |                                                                  |
| -------------------------------------------------- | --- | ------------------------------------------------------------------------------------- | ---------------------------------------------------------------------------- | ---------------------------------------------------------------- |
| Sujet                                              | who, that the person who saw me the person that saw me                                                                             | that, which the tree that fell the tree which fell                                    | who the person, who saw me,                                                  | which the tree, which fell,                                      |
| C.O.D.                                             | who, whom, that, Ø the person who I saw the person whom I saw (soutenu) the person that I saw the person I saw                     | that, which, Ø the tree that I saw the tree which I saw the tree I saw                | who, whom the person, who I saw, the person, whom I saw, (soutenu)           | which the tree, which I saw,                                     |
| Pronom relatif précédé d'une préposition (soutenu) | whom the person of whom I spoke (soutenu)                                                                                          | which the tree of which I spoke (soutenu)                                             | whom the person, of whom I spoke, (soutenu)                                  | which the tree, of which I spoke, (soutenu)                      |
| Pronom relatif + préposition détachée              | who, whom, that, Ø the person who I spoke of the person whom I spoke of (soutenu) the person that I spoke of the person I spoke of | that, which, Ø the tree that I spoke of the tree which I spoke of the tree I spoke of | who, whom the person, who I spoke of, the person, whom I spoke of, (soutenu) | which the tree, which I spoke of,                                |
| Cas possessif (= dont)                             | whose the person whose tree is there the person whose tree I saw                                                                   | whose the tree whose leaves fell the tree whose leaves I saw                          | whose the person, whose tree is there, the person, whose tree I saw,         | whose the tree, whose leaves fell, the tree, whose leaves I saw, |

### Relatives sans antécédent
En anglais, les relatives sans antécédent sont introduites par des pronoms relatifs particuliers. Il s'agit de what (=that which, « ce qui, ce que »), whatever ou whatsoever (=anything that, « (tout) ce qui, (tout) ce que, quoi que ce soit »), et whoever ou whosoever ou whomever (=anyone who(m), « celui qui / que, tous ceux qui, quiconque, qui que ce soit »). Par exemple :
- I did what he desired « J'ai fait ce qu'il voulait »
- I do what(so)ever I want « Je fais tout ce que je veux »
- Who(so)ever treats me well is my friend « Tous ceux qui me traitent bien sont mes amis » ou « Celui qui me traite bien est mon ami »
- I talk to who(m)ever I want to talk to « Je parle à qui je veux »

## Mandarin
En mandarin il n'y a pas de pronoms relatifs ; le rôle de l'antécédent dans la proposition relative (sujet, objet du verbe, etc.) est implicite par le contexte. La proposition relative est placée avant son nom et elle est suivie directement de la particule 的 (de).